# غدد ملحقة

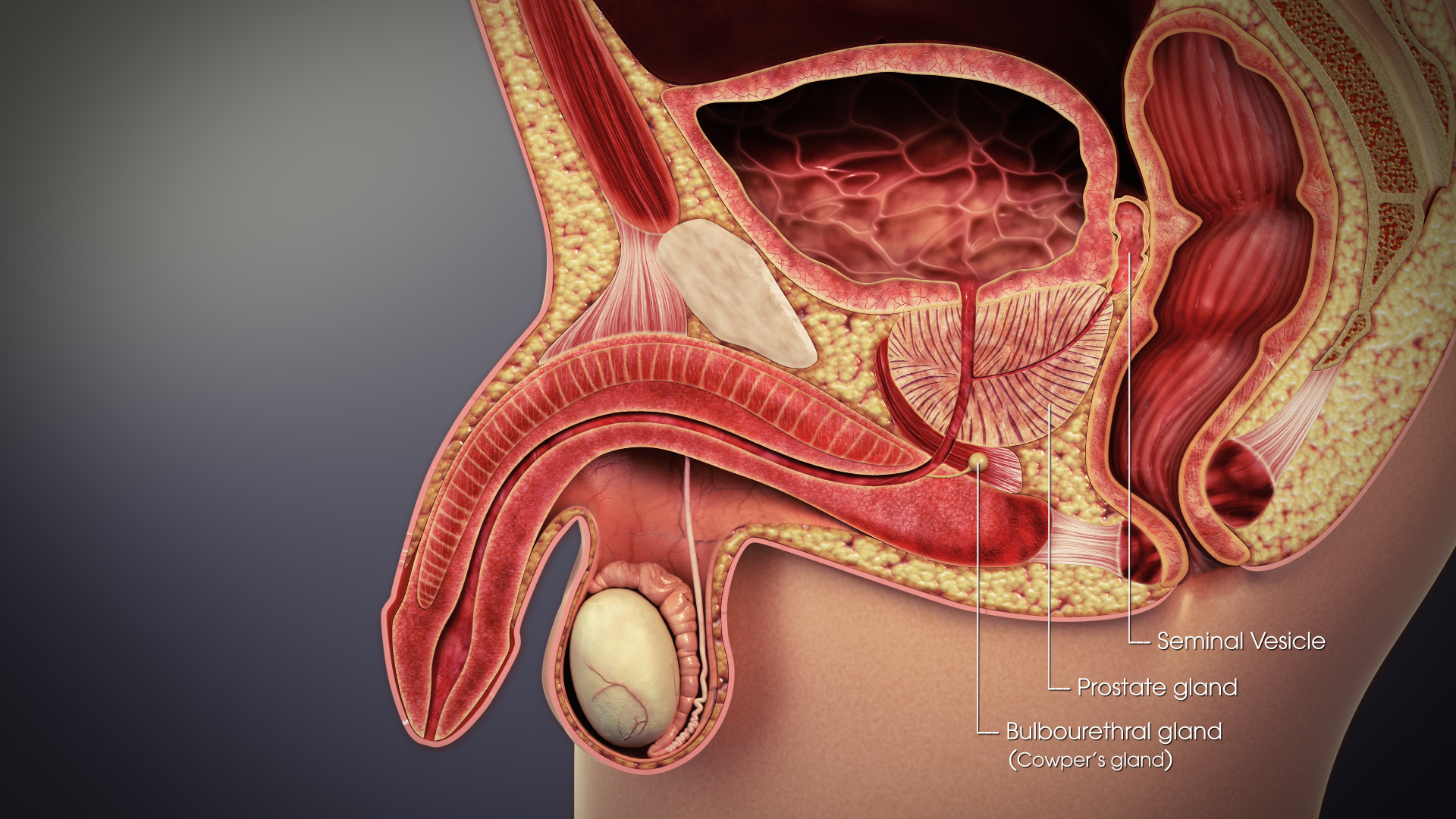

الغدد الملحقة أو الغدد الإضافية تعمل على إفراز السائل المنوي الذي يختلط مع الحيوانات المنوية لتكون المني.
تتعدد الغدد الملحقة بجهاز التناسل الذكري ومنها:
- غدة البروستات، وتعمل على إفراز سائل منوي معادل للحموضة، وينشط الحيوانات المنوية.
- غدة كوبر، تفرز سائل منوي ينظف الإحليل.
- الحويصلتان المنويتان، تفرز سائل معادل للحموضة ويغذي الحيوانات المنوية.